# Drankin' & Drivin'
Drankin' & Drivin' è il diciannovesimo album in studio del rapper statunitense Z-Ro, pubblicato nel 2016.

## Tracce
1. Devil Ass City – 4:47
2. My Money – 3:38
3. Where the Real – 3:47
4. Naked Headed Lover – 4:10
5. He Hoes – 4:02
6. Since We Lost Y'all (featuring Krayzie Bone) – 4:46
7. Hate Me so Much – 4:13
8. Baby Momma Blues – 4:15
9. New Shit – 4:40
10. Hostage – 4:58
11. I Ain't Gonna Lie – 4:58
12. Successful – 3:25
13. Women Men – 4:39